# Novaja Csara
Novaja Csara (oroszul: Новая Чара) városi jellegű település és a Bajkál–Amur-vasútvonal egyik állomása Oroszország Bajkálontúli határterületén, a Kalari járásban.
Népessége: 4315 fő (a 2010. évi népszámláláskor).

## Elhelyezkedése
A Csara (az Oljokma bal oldali mellékfolyója) jobb partja mentén, Csita várostól vasúton 1221 km-re keletre, Csara járási székhelytől csak 16 km-re délre helyezkedik el.
A terület éghajlata szélsőségesen kontinentális. Az évi középhőmérséklet -4 °C alatt van; a hőmérséklet januárban esetenként -50 °C-ig süllyed, júniusban pedig akár a 35 °C-t is elérheti. Az állandóan fagyott talaj (permafroszt) többszáz méter vastag.

## Története
A Bajkál–Amur-vasútvonal (BAM) építésekor, 1979-ben hozták létre, állomására 1983-ban érkezett meg az első vonat, az évtized végén megindult a rendszeres vasúti szállítás. A település és az állomás gyors fejlesztését a járásban várhatóan kialakuló bányászat indokolta. A Szovjetunió felbomlása, majd a gazdasági válság itt is megakadályozta a tervek megvalósítását. Az 1980-as évek közepén a településnek kb. 12 000 lakosa volt, 2002-ben már csak 4693 fő.

### Története a 21. században
Novaja Csara körzetében a 20. században több jelentős nyersanyag-lelőhelyet tártak fel:
- a településtől 23 km-re északnyugatra az Apszat folyó menti szénmezőt, ahol az értékes kokszolható kőszenet külfejtésen bányásszák. A bányatársaság központja a településen van.[4]
- a településtől délre az udokani rézércvagyont, közelében kohászati kombinát épül; az udokani Oroszország legnagyobb rézérc-lelőhelye.
- Udokantól tovább délkelet felé a csinai titántartalmú magnetit-lelőhelyet (titanomagnetit, magas vanádium tartalommal); a területet a Csina folyóról nevezték el, ez tulajdonképpen a Kalar felső szakaszának helyi neve.

1998–2001 között a BAM fővonalából 66-70 km-es szárnyvonalat fektettek le (különösen nehéz domborzati viszonyok között) az egyébként csak 38 km-re fekvő csinai magnetitmezőhöz, ám a kitermelés nem kezdődött el, és a szárnyvonalat azóta sem használják (2020-ban). A 2010-es évek végén azonban reális közelségbe került az udokani rézbányászat és érckohászat megnyitása. Elkezdődött a vasútvonal és az állomás bővítése, az energetikai hálózat kiépítése, elkészült a települést a kombináttal összekötő 17 km-es autóút. 2020-ban Novaja Csarán állandó vámterületet hoztak létre, ez egyszerűbbé tette a kombináthoz érkező külföldi berendezések vámkezelését.
Az udokani építkezést és üzemeltetést végző Bajkalszkaja gornaja kompanyija (Bajkál Bányatársaság) jelentősen hozzájárul Novaja Csara fejlődéséhez. 2020 őszén a központi kormány költségvetéséből is soron kívül mintegy 100 millió rubelt különítettek el a település fejlesztésére. Az összeget nagyrészt az iskola (épült 1989-ben) és a városi park felújítására, a stadion korszerűsítésére fordítják.
Az állomás szomszédságában a vasúttársaság által alapított és fenntartott korszerű rendelőintézet és kisebb kórház működik. Elődjét 1980-ban alapították, jelenlegi épületeit a századfordulón építették.